# Laurel Hill
Laurel Hill é uma cidade localizada no estado americano da Flórida, no condado de Okaloosa. Foi incorporada em 1953.

## Geografia
De acordo com o United States Census Bureau, a cidade tem uma área de 8,3 km², onde 8,2 km² estão cobertos por terra e 0,1 km² por água.

### Localidades na vizinhança
O diagrama seguinte representa as localidades num raio de 32 km ao redor de Laurel Hill.

## Demografia
Segundo o censo nacional de 2010, a sua população é de 537 habitantes e sua densidade populacional é de 65,82 hab/km². Possui 261 residências, que resulta em uma densidade de 32 residências/km².